# 1 (EP)
#1 är Suburban Kids with Biblical Names' debut-EP, utgiven 2004 på skivbolaget Labrador.
"Rent a Wreck" fanns även med på bandets debutalbum #3. "Love Will" och "Trumpets and Violins" fanns med som bonuslåtar på den internationella utgåvan.

## Låtlista
Alla låtar är skrivna av Suburban Kids with Biblical Names.
| Nr | Titel                           | Längd |
| -- | ------------------------------- | ----- |
| 1. | Rent a Wreck                    | 2:59  |
| 2. | Love Will                       | 3:12  |
| 3. | Trumpets and Violins            | 2:54  |
| 4. | Do It All or Don't Do It at All | 2:27  |

## Personal
- Mattias Berglund - konvolutdesign
- Peter Gunnarsson - medverkande musiker, producent
- Johan Hedberg - medverkande musiker, producent
- Henrik Mårtensson - fotografi

### Fotnoter
1. 1 2  ”#1”. Discogs.com. Arkiverad från originalet den 14 mars 2012. https://www.webcitation.org/66A7NuILY?url=http://www.discogs.com/Suburban-Kids-With-Biblical-Names-1/release/430509. Läst 26 februari 2012.
2. ↑  ”#3”. Discogs.com. Arkiverad från originalet den 14 mars 2012. https://www.webcitation.org/66A7OgHu6?url=http://www.discogs.com/Suburban-Kids-With-Biblical-Names-3/release/1978105. Läst 26 februari 2012.